# Khoa học

Hoá học là một phân nhánh của khoa học tự nhiên

Khoa học là một hệ thống kiến thức về những định luật, cấu trúc và cách vận hành của thế giới tự nhiên, được đúc kết qua từng giai đoạn lịch sử thông qua việc quan sát, mô tả, đo đạc, thực nghiệm, phát triển lý thuyết bằng các phương pháp khoa học. Thông qua các phương pháp nghiên cứu có kiểm soát, nhà khoa học sử dụng cách quan sát các dấu hiệu biểu hiện mang tính vật chất và bất thường của tự nhiên nhằm thu thập thông tin, rồi sắp xếp các thông tin đó thành dữ liệu để phân tích nhằm giải thích cách thức hoạt động, tồn tại của sự vật hiện tượng. Một trong những cách thức đó là phương pháp thử nghiệm nhằm mô phỏng hiện tượng tự nhiên dưới điều kiện kiểm soát được và các ý tưởng thử nghiệm. Tri thức trong khoa học là toàn bộ lượng thông tin mà các nghiên cứu đã tích lũy được. Định nghĩa về khoa học được chấp nhận phổ biến rằng khoa học là tri thức đã được hệ thống hóa.
Trong tiếng Việt, "khoa học", "kỹ thuật" và "công nghệ" đôi khi được dùng với nghĩa tương tự nhau hay được ghép lại với nhau (chẳng hạn "khoa học kỹ thuật"). Tuy vậy, khoa học khác với kỹ thuật và công nghệ. Kỹ thuật là việc ứng dụng kiến thức khoa học để mang lại giá trị thực tiễn như việc thiết kế, chế tạo và vận hành những công trình, máy móc, quy trình và hệ thống một cách hiệu quả và kinh tế nhất. Còn công nghệ là sự ứng dụng những phát minh khoa học vào những mục tiêu hoặc sản phẩm thực tiễn và cụ thể phục vụ đời sống con người, đặc biệt trong lĩnh vực công nghiệp hoặc thương mại.

## Lịch sử khoa học

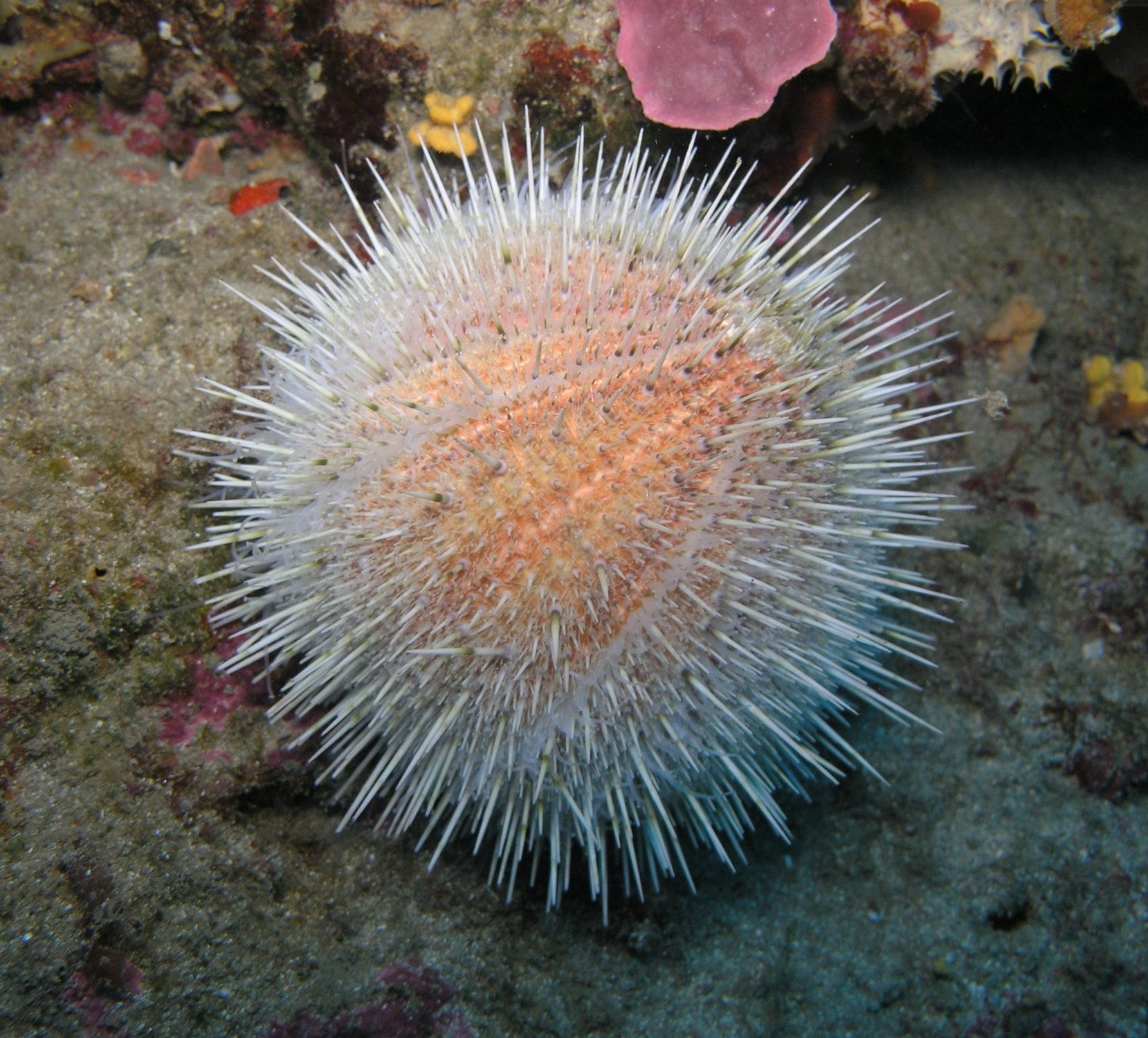
Cả Aristotle và Quản Trọng (thế kỷ IV TCN), một ví dụ về khám phá khoa học đồng thời, đề cập rằng một số loài động vật biển phụ thuộc vào chu kỳ mặt trăng, và chúng gia tăng và giảm kích thước theo trăng tròn và trăng khuyết. Aristotle đã đề cập cụ thể đến loài cầu gai, như trên hình.

Khoa học theo nghĩa rộng đã tồn tại trước kỷ nguyên hiện đại và trong nhiều nền văn minh cổ, nhưng khoa học hiện đại đánh dấu một bước phát triển vượt bậc khác biệt rất xa trong cách tiếp cận của nó so với thời kỳ trước đó. Những thành công từ những kết quả mà nó mang lại đã làm cho định nghĩa khoa học theo nghĩa chặt chẽ hơn gắn liền với giai đoạn hiện nay. Từ trước kỷ nguyên hiện đại rất lâu, cũng có một bước chuyển biến quan trọng khác đó là sự phát triển triết học tự nhiên cổ đại trong thế giới nói tiếng Hy Lạp cổ.

#### Tiền triết học
Khoa học theo nghĩa nguyên thủy của nó là từ chỉ kiến thức hơn là từ chỉ việc theo đuổi kiến thức. Đặc biệt, nó là loại kiến thức mà con người có thể giao tiếp và chia sẻ với nhau. Ví dụ: như kiến thức về sự vận động của những vật trong tự nhiên đã được thu thập trong thời gian dài trước khi được chép thành lịch sử và dẫn đến sự phát triển tư duy trừu tượng phức tạp, như được thể hiện qua công trình xây dựng các loại lịch phức tạp, các kỹ thuật chế biến thực vật có độc để có thể ăn được, và các công trình xây dựng như các kim tự tháp. Tuy nhiên, không có sự phân định rõ ràng giữa kiến thức về những điều thực tế đã diễn ra trong mỗi cộng đồng và các kiểu kiến thức chung khác như thần thoại hoặc truyền thuyết.

#### Nghiên cứu triết học về tự nhiên
Trước khi phát minh hay khám phá ra khái niệm về "tự nhiên" (tiếng Hy Lạp cổ phusis), của các nhà triết học tiền Socratic, các từ tương tự có khuynh hướng được dùng để miêu tả "cách" tự nhiên mà một cái cây phát triển, và ví dụ như "cách" mà một bộ tộc tôn thờ một vị thần đặc biệt nào đó. Vì lẽ đó, có thể xem những người này là những nhà triết học đầu tiên theo nghĩa hẹp, và cũng là những người đầu tiên phân biệt rõ ràng giữa "tự nhiên" và "tục lệ". Do đó, khoa học đã được phân biệt là kiến thức về tự nhiên, và những gì là sự thật đối với mỗi cộng đồng, và tên gọi của việc theo đuổi những kiến thức như thế là triết học — lĩnh vực của những nhà vật lý-triết học đầu tiên. Họ chủ yếu là những nhà tư tưởng hoặc các nhà lý thuyết, đặc biệt quan tâm đến thiên văn học. Ngược lại, việc cố gắng sử dụng kiến thức về tự nhiên để bắt chước tự nhiên được các nhà khoa học cổ điển xem như là một quan tâm phù hợp hơn đối với các nhà nghiên cứu hạng thấp hơn.

## Phân loại cơ bản
Các lĩnh vực khoa học thường được chia thành 3 nhánh chính:
- Khoa học tự nhiên: nghiên cứu các hiện tượng tự nhiên (kể cả sinh học sự sống)
- Khoa học xã hội: nghiên cứu hành vi con người và xã hội
- Khoa học hình thức:nghiên cứu các ngành liên quan đến hệ thống hình thức, (ví dụ: luận lý (logic), toán học, thống kê, trí tuệ nhân tạo, lý thuyết thông tin,....)

Những nhóm chính là khoa học thực nghiệm, trong đó kiến thức phải được dựa trên những hiện tượng quan sát được và có khả năng được thử nghiệm để kiểm nghiệm tính đúng đắn của nó bởi các nhà nghiên cứu khác nhau làm việc trong cùng điều kiện. Ngoài ra còn có các ngành liên quan được nhóm lại thành các khoa học liên ngành và khoa học ứng dụng, chẳng hạn như khoa học kỹ thuật và khoa học sức khỏe. Các thể loại khoa học này có thể bao gồm các yếu tố của các ngành khoa học khác nhưng thường có thuật ngữ và cơ quan chuyên môn riêng.
Khoa học ứng dụng là ngành khoa học sử dụng phương pháp khoa học và kiến thức thu được thông qua các kết luận từ phương pháp để đạt được các mục tiêu thực tiễn. Nó bao gồm một loạt các lĩnh vực như kỹ thuật và y học. Khoa học ứng dụng thường trái ngược với khoa học cơ bản, vốn tập trung vào việc phát triển các lý thuyết và quy luật khoa học nhằm giải thích và dự đoán các sự kiện trong thế giới tự nhiên.
Khoa học thuần túy là các môn học bao gồm các phương diện triết lý, tôn giáo, khoa học, tín ngưỡng, xã hội học, nhân chủng học, chính trị học, luận lý học, đạo đức học, tâm lý học, phân tâm học, thần kinh bệnh học, ngôn ngữ học, tôn giáo học huyền bí học. Khoa học ứng dụng là khoa học chính xác sử dụng các kiến thức thuộc một hay nhiều lĩnh vực của khoa học tự nhiên và khoa học xã hội để giải quyết những vấn đề thực tế. Nó có liên hệ mật thiết hoặc đồng nhất với kỹ nghệ. Khoa học ứng dụng có thể sử dụng để phát triển công nghệ.
Toán học, được phân loại là khoa học thuần túy, có cả sự tương đồng và khác biệt với các ngành khoa học tự nhiên và xã hội. Nó tương tự như khoa học thực nghiệm ở chỗ nó bao gồm một phương pháp nghiên cứu khách quan, thận trọng và có hệ thống lĩnh vực kiến thức. Nó là khác nhau vì để xác minh kiến thức, toán học sử dụng phương pháp tiên nghiệm hơn là phương pháp thực nghiệm. Khoa học thuần túy, trong đó bao gồm các số liệu thống kê và logic, có vai trò quan trọng đối với các ngành khoa học thực nghiệm. Các tiến bộ trong khoa học thuần túy thường dẫn đến những tiến bộ lớn trong các ngành khoa học thực nghiệm. Các ngành khoa học thuần túy rất cần thiết trong việc hình thành các giả thuyết, lý thuyết và định luật, cả hai phát hiện và mô tả bằng làm thế nào sự việc xảy ra (khoa học tự nhiên) và con người suy nghĩ và hành động như thế nào (khoa học xã hội).
Có sự bất đồng về việc liệu các ngành khoa học hình thức có phải là ngành khoa học hay không, vì chúng không dựa vào bằng chứng thực nghiệm.

## Triết học khoa học
Các nhà khoa học thường thừa nhận một tập hợp các giả định cơ bản cần thiết để biện minh cho phương pháp khoa học: (1) tồn tại một thực tại khách quan được chia sẻ bởi những người quan sát duy lý; (2) thực tại khách quan này được cai quản bởi các định luật tự nhiên; (3) những quy luật này có thể được khám phá bằng các quan sát có hệ thống và thí nghiệm. Triết học về khoa học tìm kiếm một hiểu biết sâu sắc hơn về những giả định bên dưới này nghĩa là gì và liệu chúng có đúng đắn hay không.
Niềm tin rằng các lý thuyết khoa học tái hiện hoặc nên tái hiện một thực tại siêu hình khách quan được gọi là chủ nghĩa hiện thực. Nó có thể trái với chủ nghĩa phản hiện thực, quan điểm cho rằng sự thành công của khoa học không phụ thuộc vào việc nó phải chính xác hay không vào các thực thể không thể quan sát được như electron. Một hình thức của chủ nghĩa phản hiện thực là chủ nghĩa duy tâm, niềm tin rằng tâm trí hay ý thức là yếu tố căn bản nhất, rằng mỗi tâm trí sinh ra thực tại của nó . Trong một thế giới quan duy tâm, cái đúng với một tâm trí không nhất thiết phải đúng với các tâm trí khác.
Có nhiều trường phái tư tưởng khác nhau trong triết học về khoa học. Lập trường phổ biến nhất là chủ nghĩa duy nghiệm, cho rằng tri thức được tạo ra bởi một quá trình bao gồm quan sát và các lý thuyết khoa học là kết quả của việc khái quát hóa từ những quan sát như vậy . Chủ nghĩa duy nghiệm thường bao gồm chủ nghĩa quy nạp, một lập trường mà cố gắng giải thích các lý thuyết tổng quát có thể được biện minh từ một số hữu hạn các quan sát, và do đó, từ một số hữu hạn các bằng chứng thường nghiệm hiện có để khẳng định các lý thuyết khoa học. Điều này là cần thiết bởi số lượng các tiên đoán mà các lý thuyết tạo ra là vô hạn, có nghĩa là chúng không thể được biết từ hữu hạn các bằng chứng chỉ sử dụng logic diễn dịch. Nhiều phiên bản của chủ nghĩa duy nghiệm tồn tại, mà nổi bật là thuyết Bayes và phương pháp giả thuyết-diễn dịch.
Thuyết duy nghiệm trái với thuyết duy lý, lập trường ban đầu gắn với Descartes, cho rằng tri thức được tạo ra bởi trí năng con người, không phải bằng quan sát. Thuyết duy lý phê phán là một tiếp cận thế kỷ 20, được đề cập bởi triết gia Áo-Anh Karl Popper. Popper bác bỏ cách thuyết duy nghiệm mô tả mối liên hệ giữa lý thuyết và quan sát. Ông tuyên bố rằng các lý thuyết không phải được sinh ra bởi quan sát, mà quan sát được thực hiện dưới ánh sáng của các lý thuyết và lý thuyết chỉ bị ảnh hưởng bởi quan sát khi xung đột với nó. Popper đề xuất thay thế tính có thể kiểm đúng với tính có thể kiểm sai như là ranh giới lý thuyết khoa học (với phi khoa học), và thay thế phép quy nạp bằng phép kiểm sai như là một một phương pháp thực nghiệm. Xa hơn, Popper còn tuyên bố rằng chỉ có thực sự một phương pháp phổ quát, không riêng gì cho khoa học: phương pháp phủ định của phê phán, thử và sai. Nó bao hàm tất cả các sản phẩm của tâm trí con người, bao gồm khoa học, toán học, triết học và nghệ thuật .
Cách tiếp cận khác, thuyết công cụ, nhấn mạnh tính ích dụng của lý thuyết như các công cụ để giải thích và dự đoán hiện tượng. Nó coi các lý thuyết khoa học như các hộp đen mà chỉ có đầu vào (các điều kiện ban đầu) và đầu ra (các dự đoán) là đáng để quan tâm. Hệ quả của quan điểm này là các thực thể lý thuyết, các cấu trúc logic được coi là những thứ cần được phớt lờ và các nhà khoa học không nên làm ồn ã về chúng (như cuộc tranh luận trong diễn giải về cơ học lượng tử). Gần với thuyết công cụ là thuyết duy nghiệm kiến tạo mà theo nó, tiêu chuẩn chính cho sự thành công của một lý thuyết khoa học là những gì nó nói về các thực thể quan sát được là đúng.

## Khoa học thực nghiệm
"Nếu một người bắt đầu bằng một sự chắc chắn, anh ta sẽ kết thúc trong sự hoài nghi; nhưng nếu bắt đầu bằng nội dung nghi ngờ, anh ta sẽ kết thúc trong sự chắc chắn." —Francis Bacon (1605) The Advancement of Learning, Book 1, v, 8 

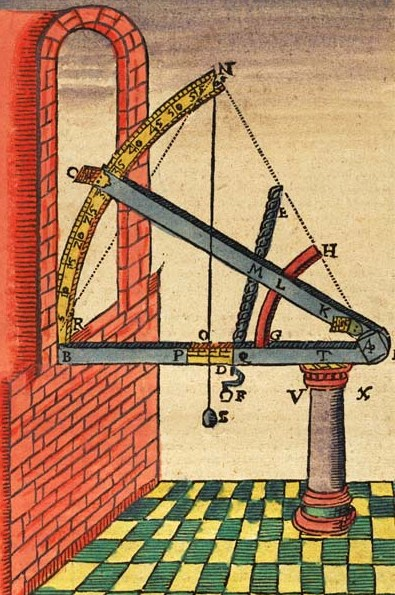
Thiên văn học trở nên chính xác hơn sau khi Tycho Brahe đã tạo ra các thiết bị khoa học sử dụng trong việc đo góc giữa các chòm sao trước khi phát minh ra kính thiên văn. Các quan sát của Brahe là nền tảng cho nguyên lý Kepler.

Một quan điểm hoài nghi, cần sự chứng minh, là những gì đã được thực hiện bằng thực tiễn trong khoảng 10.000 năm trước đây, với Alhazen, Doubts Concerning Ptolemy, theo Bacon (1605), và C. S. Peirce (1839–1914), họ đã ghi nhận rằng một cộng đồng sau đó sẽ thành lập để giải quyết những điểm nghi ngờ này. Các phương pháp tìm tòi/tìm hiểu một vấn đề đã được biết trong hàng ngàn năm, và đã triển khai từ lý thuyết thành thực tiễn. Ví dụ như dùng cách đo lường là cách tiếp cận thực tế để giải quyết các tranh chấp trong cộng đồng.
John Ziman chỉ ra rằng việc nhận dạng yếu tố liên chủ thể là nền tảng cho sự sáng tạo của tất cả tri thức khoa học. Ziman cho thấy làm thế nào mà các nhà khoa học có thể xác định được những yếu tố liên quan này qua nhiều thế kỷ: Needham 1954 (minh họa trang 164) cho thấy làm thế nào các nhà thực vật học phương tây được đào tạo ngày nay có thể xác định loài Artemisia alba từ các ảnh được chụp từ các loại được liệu của Trung Quốc từ thế kỷ XVI, và Ziman xem khả năng này là 'khả năng chấp nhận' ('perceptual consensibility'). Ziman sau đó thực hiện consensibility, dẫn đến điểm đồng thuận, rồi tiêu chuẩn đánh giá về kiến thức đáng tin cậy.

### Đo lường
Đo lường cung cấp các chuẩn mực về độ lớn trong quan sát và thí nghiệm, là một bước quan trọng trong nghiên cứu khoa học (khoa học tự nhiên và khoa học xã hội).
Trong vật lý và công nghệ, đo lường được thực hiện bằng cách so sánh giữa đại lượng vật lý cần đo với đại lượng vật lý cùng thể loại, nhưng ở những điều kiện tiêu chuẩn (thường là không thay đổi theo thời gian) gọi là đơn vị đo. Việc đo này đem lại một con số thể hiện mối liên hệ về độ lớn giữa đại lượng cần đo và đơn vị đo. Đồng thời, nếu có thể, đo lường cũng cho biết sai số của con số trên (sai số phép đo).

### Đơn vị SI
Hệ đo lường quốc tế (tiếng Pháp: Système International d'unités; viết tắt: SI), là 1 hệ thống đo lường thống nhất được sử dụng rộng rãi trên thế giới. Nó được sử dụng trong hoạt động kinh tế, thương mại, khoa học, giáo dục và công nghệ của phần lớn các nước trên thế giới ngoại trừ Mỹ, Liberia và Myanmar.Có 7 đơn vị cơ bản và một số đơn vị dẫn xuất, cùng với 1 bộ các tiền tố. Các đơn vị đo lường phi SI có thể chuyển đổi sang đơn vị đo lường của SI (hoặc ngược lại) phù hợp với các hệ số chuyển đổi đơn vị đo lường. Hầu hết mọi đơn vị phi SI đã được định nghĩa lại theo các đơn vị của SI.

### Toán học và khoa học thuần túy
Toán học là thành phần thiết yếu trong khoa học. Một trong những chức năng quan trọng của toán học trong khoa học là nó đóng vai trò trong việc thể hiện những "mô hình" khoa học. Việc quan sát và thu thập các số liệu đo đạc, cũng như các giả thiết và dự đoán, thường đòi hỏi việc sử dụng nhiều kiến thức về toán học. Ví dụ như số học, đại số, hình học, lượng giác và vi tích phân tất cả đều cần thiết cho vật lý học.
Những ứng dụng của khoa học máy tính nhằm mô phỏng các hiện trạng của thế giới thực giúp cho con người hiểu rõ hơn về các vấn đề khoa học hơn là cách tiếp cận chỉ từ toán học thuần túy. Theo Society for Industrial and Applied Mathematics, công cụ tính toán bằng máy tính hiện quan trọng như học thuyết và thí nghiệm trong tri thức khoa học tiên tiến.

## Cộng đồng khoa học
Cộng đồng khoa học là nhóm bao gồm tất cả các nhà khoa học, trong đó có các nhóm nhỏ các nhà khoa học làm việc chuyên về các lĩnh vực khoa học, và trong các tổ chức cụ thể; bao gồm các hoạt động liên ngành và xuyên tổ chức.

### Các tổ chức khoa học

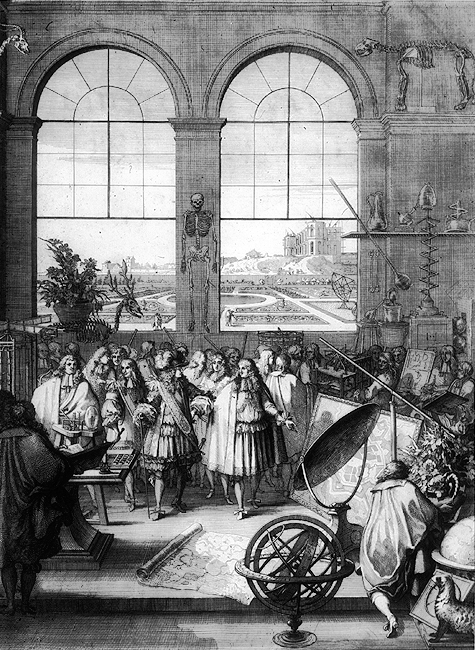
Louis XIV thăm Académie des sciences năm 1671

Các cộng đồng học thuật với mục đích trao đổi thông tin và phát huy tư tưởng khoa học và thực nghiệm đã tồn tại từ thời kỳ Phục Hưng. Viện nghiên cứu cổ nhất còn tồn tại là Accademia dei Lincei ở Ý, viện này được thành lập năm 1603. Viện hàn lâm khoa học quốc gia là các tổ chức khoa học đặc biệt và chỉ có ở một số quốc gia, như sớm nhất là Royal Society của Anh thành lập năm 1660 và của Pháp là Académie des Sciences thành lập năm 1666.

### Văn liệu khoa học
Có nhiều dạng văn liệu khoa học được xuất bản. Các tạp chí khoa học có mục đích truyền thông và lưu trữ những kết quả nghiên cứu được thực hiện ở các trường đại học và những cơ sở có chức năng nghiên cứu khác. Các tạp chí khoa học đầu tiên là Journal des Sçavans sau đó là Philosophical Transactions, đã bắt đầu xuất bản năm 1665. Kể từ đó, tổng số các hoạt động xuất bản theo định kỳ tăng lên đều. Đến năm 1981, theo ước tính, số tạp chí khoa học và công nghệ đã xuất bản là 11.500. Thư viện Y quốc gia Hoa Kỳ (United States National Library of Medicine) hiện có số đầu mục tạp chí là 5.516 bao gồm các bài báo liên quan đến khoa học sự sống. Mặc dù các tạp chí được viết bằng 39
Các tạp chí khoa học như New Scientist, Science & Vie và Scientific America phục vụ cho nhu cầu của rộng rãi độc giả và cung cấp các tóm tắt phi kỹ thuật trong các lĩnh vực phổ thông của nghiên cứu, bao gồm các khám phá nổi bật và tiến bộ trong các lĩnh vực nghiên cứu nhất định. Các sách khoa học còn quan tâm đến lợi ích của nhiều người hơn. Một cách dần dần, thể loại khoa học viễn tưởng, chủ yếu là mang tính giả tưởng, kích thích tưởng tượng của cộng đồng và truyền tải các ý tưởng, nếu không phải là các phương pháp của khoa học.
Các nỗ lực gần đây để phát triển và tăng cường sự liên kết giữa các bộ môn khoa học và phi khoa học như văn học, hay cụ thể hơn, là thơ, bao gồm trong chương trình Creative Writing Science phát triển bởi Quỹ Văn học Hoàng Gia .

## Truyền thông khoa học
Truyền thông khoa học là hoạt động truyền đạt các chủ đề liên quan đến khoa học cho những người không phải chuyên gia. Trong lĩnh vực truyền thông khoa học, điều này thường mở rộng sang truyền đạt các chủ đề khoa học, công nghệ, kỹ thuật và toán học (STEM). Truyền thông khoa học đóng vai trò quan trọng trong việc thu hẹp khoảng cách giữa nghiên cứu và hiểu biết của công chúng, đảm bảo rằng những hiểu biết khoa học cung cấp thông tin cho việc ra quyết định và đóng góp vào sự tiến bộ của xã hội.